# Un homme heureux (film, 2023)
Pour les articles homonymes, voir Un homme heureux.
Pour plus de détails, voir Fiche technique et Distribution.
Un homme heureux est un film français réalisé par Tristan Séguéla et sorti en 2023.

## Synopsis
Édith est mariée à Jean Leroy, le maire conservateur d'une petite ville du Nord de la France. Se sentant homme depuis toujours, elle décide d'annoncer sa transition de genre à son mari. Cela va faire l'effet d'un séisme pour Jean, d'autant plus que se profilent les prochaines élections municipales.

## Fiche technique
Sauf indication contraire, les informations mentionnées dans cette section peuvent être confirmées par la base de données cinématographiques IMDb,  présente dans la section « Liens externes ».
- Titre original : Un homme heureux
- Réalisation : Tristan Séguéla
- Scénario : Isabelle Lazard et Guy Laurent
- Musique : Amine Bouhafa
- Décors : Emmanuel de Chauvigny
- Costumes : Carole Gérard
- Photographie : Frédéric Noirhomme
- Son : n/a
- Montage : Alice Plantin et Grégoire Sivan
- Production : Matthieu Tarot et Sidonie Dumas
- Sociétés de production : Albertine Productions et Gaumont et France 2 cinéma (co-production)
  - Participation à la production : Canal + et OCS
- Société de distribution : Gaumont (France)
- Pays de production :  France| Médias externes |                                                           |
| Images          |                                                           |
|                 | Affiche officielle sur le site Allociné                   |
| Vidéos          |                                                           |
|                 | Teaser 1 - Le restaurant sur le compte Youtube de Gaumont |
|                 | Teaser 2 - Bar                                            |
|                 | Teaser 3 - Famille                                        |
|                 | Teaser 4 - Chambre                                        |
- Langue originale : français
- Format : couleur - 1.85 : 1
- Genre : comédie
- Date de sortie :  France : 15 février 2023[1]

## Distribution
Sauf indication contraire, les informations mentionnées dans cette section peuvent être confirmées par la base de données cinématographiques IMDb,  présente dans la section « Liens externes ».
- Fabrice Luchini : Jean Leroy
- Catherine Frot : Édith - Eddy Leroy
- Philippe Katerine : Francis
- Artus : Thomas
- Camille Le Gall : Carole
- Grégoire Bonnet : Gérald
- Agnès Hurstel : Marie Leroy
- Paul Mirabel : Luc Leroy
- Bastien Ughetto : Pierre Leroy
- Haroun : Cédric Vasseur
- Thomas VDB : le charcutier
- Chicandier : Dufour
- Nicolas Lumbreras : l'abbé
- Laëtitia Eïdo : le médecin
- Rémy de Vaucorbeil : Alexandre
- Luigi Kröner : Mika, le coach sportif

## Production
Les deux scénaristes, Isabelle Lazard et Guy Laurent, habitant à Sorrus dans le Montreuillois, ont situé l'histoire pas très loin de chez eux, le réalisateur Tristan Séguéla, après une courte visite de la commune de Montreuil-sur-Mer, décide que ce sera le lieu du tournage du film.
Le réalisateur a travaillé avec Gab Harrivelle, un consultant sur la transidentité. Ce travail concernait le scénario, la représentation des parcours transgenres ainsi que plusieurs scènes spécifiques comme un groupe de parole de personnes trans. Le consultant était également présent lors du tournage en présence d'acteurs et d'actrices transgenres,. Tristan Séguala en réponse aux questions de Sylvain Merle (Le Parisien) en parle : « Gab m’a permis d’être le plus juste possible, c’était la première des précautions, savoir de quoi on parle ».

## Accueil

### Accueil critique
En France, le site Allociné donne la note de 3.1⁄5, après avoir recensé 16 critiques de presse.
Eric Neuhoff (Le Figaro) écrit que le film a « le mérite de traiter d'une actualité délicate et d'éviter la vulgarité ». Il ajoute que « Tristan Séguéla signe un hymne à la tolérance » et note l'alchimie entre les deux acteurs principaux : « Il montre sans lourdeur toutes les dimensions de cette histoire, aidé en cela par deux acteurs complices, malins, au diapason. »
Dans Le Parisien, la critique décrit le film comme une comédie « hilarante » et « lumineuse ». Ils notent également « la finesse de l’écriture, la justesse du jeu de Catherine Frot et le génie comique de Fabrice Luchini ». Toujours dans Le Parisien, Sylvain Merle s'interroge si Un Homme heureux sera le Gazon Maudit des personnes trans. Il précise que le film « aborde le sujet de la transidentité avec humour et sensibilité, sans moquerie, donnant une image positive des personnes trans ».
Pour Écran Large, Lino Cassinat analyse le film ainsi : « On parlait d'honnêteté, alors allons-y en toute franchise : Un Homme Heureux n'est pas pour nous. Si vous avez moins de soixante ans et que vous êtes renseigné, voire touché directement par les thématiques du genre et de l'orientation sexuelle, Un homme heureux n'est pas pour vous. Et si vous êtes vous-même militant, queer, militant queer, ou – bien sûr – transgenre, Un Homme Heureux l'est sans doute encore moins. » Lino Cassinat précise qu'Un Homme Heureux « fait triompher la marge sur la norme » sans être « une leçon ». Il note cependant que le film « souffre malgré tout des mêmes tares habituelles de la comédie française bateau ».
Dans Le Journal du Dimanche : « Sur un sujet miné, une comédie enlevée portée par le tandem Luchini-Frot pour la première fois à l’écran. Sans tomber dans la caricature, Tristan Séguéla joue à fond sur le ressort comique du couple bourgeois en pleine révolution du genre, tout en offrant de belles séquences d’émotion. »
Pour La Croix, le film est une réussite : « L’humour ne naît pas de ce que vit Édith/Eddy, évoqué avec sensibilité, mais des réactions de Jean, conservateur assumé, contraint de revoir sa conception du monde et d’autrui » notant au passage que la plupart des films abordant les transidentités ont « le point commun de placer des protagonistes jeunes au centre de drames. Un Homme Heureux aborde la transition de genre avec une sexagénaire et résolument par le versant de la comédie ».
Dans Télérama, Hélène Marzolf juge que le film est « daté », malgré la « question ultra-actuelle » de la transidentité : « À la manière d’un antique numéro d’Au théâtre ce soir, la comédie paraît, ici, bien à côté de la plaque. » La critique conclut à un échec : « Malgré tout, difficile de croire en cette histoire d’amour au-delà des préjugés, tant le décalage entre le fond du propos et le ton, daté, est abyssal. Pour le Gazon maudit trans des années 2020, c’est loupé. »

### Box-office
Pour son premier jour d'exploitation en France, Un homme heureux réalise 39 008 entrées, dont 11 876 en avant-première, pour 1 708 séances, se positionnant en seconde place du classement des nouveautés sorties ce jour. Le film est précédé au classement par le blockbuster américain Ant-Man et la Guêpe : Quantumania (134 463) et suivi par le film d'auteur La Femme de Tchaïkovski (13 303).
Au bout d'une première semaine d'exploitation en France, le long-métrage se positionne quatrième du box-office hebdomadaire (avant-premières incluses) avec un total de 233 008 entrées, pour 11 513 séances proposées. Le film est devancé par Ant-Man 3 (735 356) et suivi par Avatar : La Voie de l'eau (228 897),.
En seconde semaine, le long-métrage figure en neuvième place du box-office hebdomadaire avec 135 617 entrées supplémentaires. Le long-métrage n'est plus comptabilisé au box-office français après quatre semaines d'exploitation et un total de 459 320 entrées.
| Pays ou région | Box-office      | Date d'arrêt du box-office | Nombre de semaines |
| -------------- | --------------- | -------------------------- | ------------------ |
| France         | 489 473 entrées | 14 mars 2023               | 4                  |
| Italie         | 14 245 entrées  | n/a                        | n/a                |
| Total mondial  | 522 467 entrées | n/a                        | n/a                |